# David Muntaner
Sebastián David Muntaner Juaneda (Palma di Maiorca, 12 luglio 1983) è un ex pistard e ciclista su strada spagnolo, campione del mondo 2014 dell'americana in coppia con Albert Torres.

## Palmarès

### Pista
- 2003

Campionati spagnoli, Scratch
- 2008

2ª prova Coppa del mondo 2008-2009, Americana (Melbourne, con Unai Elorriaga)
Campionati spagnoli, Inseguimento a squadre (con Miquel Alzamora, Antonio Tauler e Albert Torres)
- 2009

Campionati spagnoli, Inseguimento individuale
Campionati spagnoli, Scratch
- 2010

Campionati spagnoli, Americana (con Albert Torres)
Campionati spagnoli, Velocità a squadre (con David Alonso e Tomeu Gelabert)
Campionati spagnoli, Omnium
- 2011

Campionati spagnoli, Inseguimento individuale
Campionati spagnoli, Corsa a punti
Campionati spagnoli, Inseguimento a squadre (con Jaime Muntaner, Vicente Pastor e Albert Torres)
Campionati spagnoli, Americana (con Albert Torres)
Campionati spagnoli, Omnium
- 2012

Campionati spagnoli, Inseguimento individuale
Campionati spagnoli, Scratch
Campionati spagnoli, Inseguimento a squadre (con Francisco Martí, Jaime Muntaner e Albert Torres)
Campionati spagnoli, Americana (con Albert Torres)
- 2013

Campionati spagnoli, Corsa a punti
Campionati spagnoli, Inseguimento a squadre (con Jaime Muntaner, Vicente Pastor e Albert Torres)
Campionati spagnoli, Americana (con Albert Torres)
Sei giorni di Grenoble (con Jasper De Buyst e Iljo Keisse)
2ª prova Coppa del mondo 2013-2014, Americana (Aguascalientes, con Albert Torres)
- 2014

Campionati del mondo, Americana (con Albert Torres)
- 2015

Campionati spagnoli, Inseguimento a squadre (con Xavier Cañellas, Jaime Muntaner e Albert Torres)

### Strada
- 2011

Campionati delle Isole Baleari, Cronometro
- 2012

Campionati delle Isole Baleari, Cronometro
- 2013

3ª tappa Tour of the Gila
Classifica generale Tour of the Gila
Trofeu Pla de Mallorca

## Piazzamenti

### Competizioni mondiali
- Campionati del mondo su pista

Palma di Maiorca 2007 - Inseguimento a squadre: 7º
Ballerup 2010 - Omnium: 8º
Ballerup 2010 - Inseguimento a squadre: 8º
Apeldoorn 2011 - Americana: 5º
Apeldoorn 2011 - Inseguimento a squadre: 5º
Minsk 2013 - Americana: 2º
Cali 2014 - Americana: vincitore
Cali 2014 - Inseguimento a squadre: 5º
Cali 2014 - Inseguimento ind.: 10º
St-Quentin-en-Yv. - Americana: 4º
- Giochi olimpici

Pechino 2008 - Inseguimento a squadre: 7º
Londra 2012 - Inseguimento a squadre: 6º